# 碳氧化物
碳氧化物是指只由碳与氧组成的化合物。
最简单常见的碳氧化物包括一氧化碳（CO）和二氧化碳（CO2）。除了这两种为人熟知的无机物，碳与氧其实还能构成许多稳定或不稳定的碳氧化物，但在现实生活中很难接触到其他碳氧化物（例如二氧化三碳（C3O2）等）。
|             |               |                   |                      |                 |               |
| CO 一氧化碳 | CO 2 二氧化碳 | C 3O 2 二氧化三碳 | C 12O 9 苯六甲酸三酐 | C 3O 一氧化三碳 | CO 4 四氧化碳 |

教科书一般只介绍以上列出的前三种碳氧化物，极少有介绍第四种的。但事实上，已有数十种碳氧化物被人们发现，之中大部分是在20世纪60年代人工合成的。这些碳氧化物有的在室温下是稳定的，有的却即使在超低温环境中也会迅速分解为较简单的其他碳氧化物。一部分寿命极短的亚稳态碳氧化物是作为化学反应的中间体出现而被观测到的，这类碳氧化物的化学性质十分活跃，以至于常常只能在气相中或基质隔离下短暂存在。
新碳氧化物的合成量至今仍有不断上升的趋势。氧化石墨烯以及具有可变结构的稳定碳氧化物聚合物的发现说明在这个领域还有许多未知等待人们探索。

## 概述
二氧化碳在自然界中广泛存在。生物的呼吸作用和化石燃料的燃烧是大气中二氧化碳的主要来源。虽然人类许多生产生活过程中都需要接触二氧化碳，但化学家们直至17、18世纪时才逐渐意识到二氧化碳是一种化学物质，并将其称为“spiritus sylvestre”，意为“森林的精气”。
一氧化碳是另一种常见的碳氧化物，它也会在燃烧中产生。很早以前，人类已开始利用一氧化碳的还原性来冶炼铁矿石从而获得金属铁。一氧化碳与其氧化物一样，在中世纪开始被西方的炼金术士与后来的化学家研究。它的元素组成则是于1800年由威廉·克鲁克香克了解的。
二氧化三碳是由Brodie于1873年向二氧化碳中通电时发现的。
第四种“经典”的碳氧化物——苯六甲酸三酐可能是由尤斯图斯·冯·李比希和弗里德里希·维勒在1830年首先发现的。但直至1913年，苯六甲酸三酐的性质才被迈耶和斯泰纳研究了解。
Brodie在1859年另外发现了被称为“氧化石墨”的物质，该碳氧化物的碳氧比在2:1至3:1之间变动，其结构与性质在发现后数年都未能被人了解。后来，这种化合物改称为“氧化石墨烯”，并成为了纳米技术研究中的一个课题。
许多只能在极端条件下被探测到的不稳定的或处于亚稳态的碳氧化物包括：一氧化二碳自由基（:C=C=O）、三氧化碳（CO3）、四氧化碳（CO4）以及1,2-二氧杂环丁烷二酮（C2O4）等。这些活跃的碳氧化物中一部分是利用转动光谱在星际介质内的分子云中发现的。
此外，还有众多未被发现的假想碳氧化物已经从理论途径开始被研究。例如乙二酸酐（C2O3）、乙烯二酮（C2O2）、一氧化碳的线形或环状寡聚物（也称为“聚酮”，(-CO-)n），以及二氧化碳的线形或环状寡聚物（(-CO2-)n，如等二聚体1,3-二氧杂环丁烷二酮和三聚体1,3,5-三氧杂环己烷三酮等）。
|  |               |  |                           |  |                           |  |                             |  |               |
|  | C2O3 乙二酸酐 |  | C2O4 1,2-二氧杂环丁烷二酮 |  | C2O4 1,3-二氧杂环丁烷二酮 |  | C3O6 1,3,5-三氧杂环己烷三酮 |  | C2O2 乙烯二酮 |

## 一般结构
虽然氧元素在含氧化合物中一般只呈固定的负二价， 只能通过共价键与最多两个原子相连，且几乎不存在以超过三个相连的氧原子形成的链状化合物，不过碳原子最多能与四个原子相连，以碳链为骨架可以形成众多链状或网状的高分子化合物。因此，碳与氧其实是能构组成许多以碳链为骨架的电中性分子的。这些分子中的碳原子可能呈线型排列或围成脂环或苯环，而氧原子则以形成两个单键（－O－）、一个双键（＝O）或相连形成过氧基（－O－O－）的形式参与形成化合物。
碳氧化物中有许多是不饱和化合物，例如一氧化二碳（结构式为︰C＝C＝O）等，但这些化合物的化学性质都十分活跃，难以大量合成。碳氧化合物分子得失电子时，其中的氧原子可能会变为一价的－O−
或三价的≡O+
，而其中的碳原子则会变为三价的≡C−
。后二者已在一氧化碳中被发现——-C≡O+。带负电荷的氧原子一般出现在碳氧阴离子中。

## 线形二氧化多碳
二氧化多碳是碳氧化物中的一类，这类化合物的通式为CnO2或O＝(C＝)nO。这类碳氧化物的共同点是碳原子连成直线形的链，而两个氧原子分别连在碳链的两端。其中，有偶数个碳原子的成员（甚至包括 n=0 的双氧）其基态实为双自由基，因此极不稳定；而有奇数个碳原子的成员除二氧化碳外均为有一定稳定性但易聚合的物质。这类碳氧化物的成员包括：
- CO2（结构式为O＝C＝O），二氧化碳。
- C2O2（结构式为O＝C＝C＝O），极不稳定的乙烯二酮。[15]
- C3O2（结构式为O＝C＝C＝C＝O），亚稳的二氧化三碳；
- C4O2（结构式为O＝C＝C＝C＝C＝O），二氧化四碳（也称为“1,2,3-丁三烯-1,4-二酮”）。[21]
- C5O2（结构式为O＝C＝C＝C＝C＝C＝O），二氧化五碳，[22]在室温下的溶液中能保持稳定。[23]

这类碳氧化物中一些更高级的成员也已在低压气相和/或低温基质中被痕量地探测到了，尤其是通式中n = 7和n = 17、19及21的二氧化多碳。:p.95

## 线形一氧化多碳
一氧化多碳是另一类碳氧化物，它们分子式的通式为CnO或(C=)n=O。这类碳氧化物的第一个成员——CO，可能是唯一一个能在室温下以纯净物的形态存在的。在低温基质中光解直线型二氧化多碳能使这些化合物失去一个羰基，在这种条件下反应可以制备达到可被检测的标准的量的含有偶数个碳原子的一氧化多碳（如C2O、C4O、和C6O等）。通式中直到n=9的直线型一氧化多碳分子都已通过向由氩气稀释的气态二氧化三碳放电合成了。这类碳氧化物的前三个成员在星际空间中检测到了。
当通式中的n是偶数时，这类化合物的分子被认为在其三重态（像累积多烯一样），此状态下的原子都由双键相连，一端的碳原子则拥有一个空轨道——就像在︰C＝C＝O、︰C＝C＝C＝C＝O等一样，通式为︰(C=)n=O；当n是奇数时，其三重态则被认为与单重（乙炔型）的、具有极性的状态处于共振中——分子一端的碳原子带有负电荷而另一端的氧原子带有正电荷，如-C≡C－C≡O+、-C≡C－C≡C－C≡O+，通式为 -(C≡C－)n/2C≡O+。一氧化碳自己也符合这一规律，所以其优势形态应该是-C≡O+。

## 环状聚羰基碳氧化物
碳氧化物中还有一类环状轴烯型的化合物，这类化合物分子式的通式为CnOn或(CO)n。这类碳氧化物可被视为一氧化碳的环状寡聚物或对应的环烷烃全部亚甲基都被羰基取代的化合物。一氧化碳可以被认为是这类碳氧化物的第一个成员。理论研究预示乙烯二酮（O=C=C=O）和环丙三酮（C3O3）是不存在的。接下来的三个成员——C4O4、C5O5和C6O6——理论上是存在的，但都可能不稳定，现在只能痕量地合成。
|                 |                 |                 |                 |
| (CO) 3 环丙三酮 | (CO) 4 环丁四酮 | (CO) 5 环戊五酮 | (CO) 6 环己六酮 |

虽然这类碳氧化物分子几乎都是不稳定或不存在的，但与它们有类似结构的阴离子却都是稳定的，这些阴离子有的在19世纪已被人们发现。这类碳氧阴离子包括：
| 结构简式 | IUPAC名                      | 发现者          | 发现时间 |
| -------- | ---------------------------- | --------------- | -------- |
| C 2O 22- | 乙炔二醇负二价阴离子         | Bücher和Weiss   | 1963     |
| C 3O 32- | 二羟基环丙烯酮负二价阴离子   | Eggerding和West | 1976     |
| C 4O 42– | 方酸根离子                   | Cohen等         | 1959     |
| C 5O 52- | 邻二羟环戊烯三酮负二价阴离子 | Leopold Gmelin  | 1825     |
| C 6O 62- | 玫棕酸根离子                 | Heller          | 1837     |

与环己六酮的结构相似的稳定阴离子还有四羟基对苯醌负四价阴离子（C6O64-）和苯六酚负六价阴离子（C6O66-），这些阴离子的芳香性已被利用理论途径研究。

## 新的氧化物
19世纪60年代开始，新的稳定或亚稳定的碳氧化物不断合成，它们包括：
| 化学式                      | IUPAC名                          | 备注                                                               | 相关信息        | 相关信息 | 结构式 |
| 化学式                      | IUPAC名                          | 备注                                                               | 发现者          | 发现年份 | 结构式 |
| --------------------------- | -------------------------------- | ------------------------------------------------------------------ | --------------- | -------- | ------ |
| C 10O 8                     | 1,4-苯醌四甲酸二酐               |                                                                    | Hammond         | 1963年   |        |
| C 6O 6                      | 乙烯四甲酸二酐                   | 环己六酮的同分异构体                                               | Sauer等         | 1967年   |        |
| C 12O 12 或 C 6(C 2O 4)3    | 三乙二酸苯六酯                   | 在四氢呋喃溶液中保持稳定                                           | Verter与Dominic | 1967年   |        |
| C 10O 10 或 C 6O 2(C 2O 4)2 | 二乙二酸-1,4-苯醌酯              | 在四氢呋喃溶液中保持稳定                                           | Verter等        | 1968年   |        |
| C 8O 8 或 C 6O 2(CO 3)2     | 二碳酸-1,4-苯醌酯                | 在45-53℃时分解                                                     | Nallaiah        | 1984年   |        |
| C 9O 9 或 C 6(CO 3)3        | 三碳酸苯六酯                     | 在45-53℃时分解                                                     | Nallaiah        | 1984     |        |
| C 24O 6                     | 三(3,4-二炔-3-环丁烯-1,2-二酮)   | 3,4-二炔-3-环丁烯-1,2-二酮双自由基（▪C≡C－(C 4O 2)－C≡C▪）的三聚体 | Rubin等         | 1990年   |        |
| C 32O 8                     | 四(3,4-二炔-3-环丁烯-1,2-二酮)   | 3,4-二炔-3-环丁烯-1,2-二酮双自由基的四聚体                         | Rubin等         | 1990年   |        |
| C 4O 6                      | 对二氧杂环己烷四酮或二乙二酸二酐 | 在-30℃的乙醚溶液中保持稳定，在0℃时分解                             | Strazzolini等   | 1998年   |        |
| C 12O 6                     | 六羰基三环丁烷并苯               |                                                                    | Hamura等        | 2006年   |        |

这些碳氧化物的许多类似物已在理论上被研究过，其中的一部分被认为是稳定的，如四羟基-1,2-苯醌、二羟基环丙烯酮、方酸、邻二羟环戊烯三酮、玫棕酸的碳酸酯或草酸酯。

## 碳-氧聚合物
二氧化三碳在室温下会自发地聚合形成碳-氧比为3:2的聚合物，该聚合物被认为是由六元环内酯组成的线状长链，以单键或双键链接的碳链作为骨架。物理方法测算出每分子这种聚合物链中平均重复单元数约为5-6，以上得出的数值取决于聚合物形成时的温度。.
| 1                                | 2 | 3 | 4 |
| C 3O 2聚合物两端结构与重复单元。 |   |   |   |

|                               |  |  |  |
| 3-6个重复单元的C 3O 2寡聚物。 |  |  |  |

在金刚石压腔5×109Pa的压强中，一氧化碳可被压缩产生类似的红色的、氧含量较高的聚合物，这种聚合物在常温常压下处于亚稳态。有研究认为，一氧化碳在形成这种聚合物时发生了歧化反应，在压腔中产生了二氧化碳和二氧化三碳，而二氧化三碳才是形成类似上述聚合物的新聚合物的物质（因为含有二氧化碳，所以聚合物的结构有所不同）。
除上述两种碳-氧聚合物外，经典氧化石墨及其单层氧化石墨（氧化石墨烯）也是碳-氧聚合物，其碳-氧比等于或高于5:1。